# Umadži (Kóči)
Umadži (japonsky 馬路村, Umadži-mura) je malá vesnice nacházející se v okresu Aki v prefektuře Kóči. Její rozloha činí 165,48 km2 a k roku 2021 měla 709 obyvatel.

## Geografie
Vesnice Umadži se nachází v hornatém regionu a protéká jí řeka Jasuda. Přibližně 96 % vesnice pokrývají lesy, jejichž velkou část (75 %) chrání vláda. Vesnice leží na úpatí hor Eboši (1320 m n. m.) a Jinikičimori (1423 m n. m.).
Vesnice je rozdělena do dvou oblastí: oblast Umadži a oblast Janase. Je také částí místní oblasti jménem Čugei (中芸), která zahrnuje obce Umadži, Jasuda, Tano, Nahari a Kitagawa.

### Sousední obce
- Prefektura Kóči
  - Aki
  - Jasuda
  - Kitagawa
  - Tano
- Prefektura Tokušima
  - Naka
  - Kaijó

## Ekonomika
Od 60. let 20. století se vesnice hlavně věnuje pěstování citrusu juzu.

## Doprava
Do vesnice se lze dostat pouze autem nebo místním autobusem. Vlaková stanice se nachází v sousedním městě Jasuda, jež je vzdálené asi 30 minut jízdy autem.